# セッピナ (小惑星)
セッピナ (483 Seppina) は小惑星帯の外縁部に位置する小惑星。1902年3月4日、マックス・ヴォルフ がハイデルベルク天文台で発見した。彼の飼い犬の名前にちなんで名づけられた。